# Aanval op de Hindenburglinie
De Hindenburglinie was een verzameling van verscheidene aaneengekoppelde verdedigingslijnen, grofweg gelegen tussen Bapaume en Soissons. De bouw van de "Wotan", "Siegfried", "Alberich", "Brunhilde" en "Kriemhilde" stellungen begon in de winter van 1916. Dit waren reeksen van brede rijen prikkeldraad, loopgravenstelsels, machinegeweernesten, forten en gecamoufleerde artillerieposities.
Er werd alsook handig gebruikgemaakt van geografische obstakels, zoals het Kanaal van Saint-Quentin, met zijn steile oevers van vijf meter hoog. Na de mislukte "Kaiserschlacht" trokken de Duitsers zich achter deze lijn terug.
Ondanks de uitputting en het dalende moreel van de Duitsers vreesden de geallieerden dat een toekomstige aanval op de nog steeds betrekkelijk intacte verdedigingswerken op een uitzichtloze uitputtingsslag zou uitmonden zoals in 1916 aan de Somme. Om te voorkomen dat alle resterende Duitse reserves naar de Hindenburglinie geleid zouden worden, lanceerden de geallieerden aan het gehele front offensieven. Gelijktijdig met deze aanvallen zou een poging worden ondernomen de laatste grote Duitse verdedigingslinie op te ruimen.

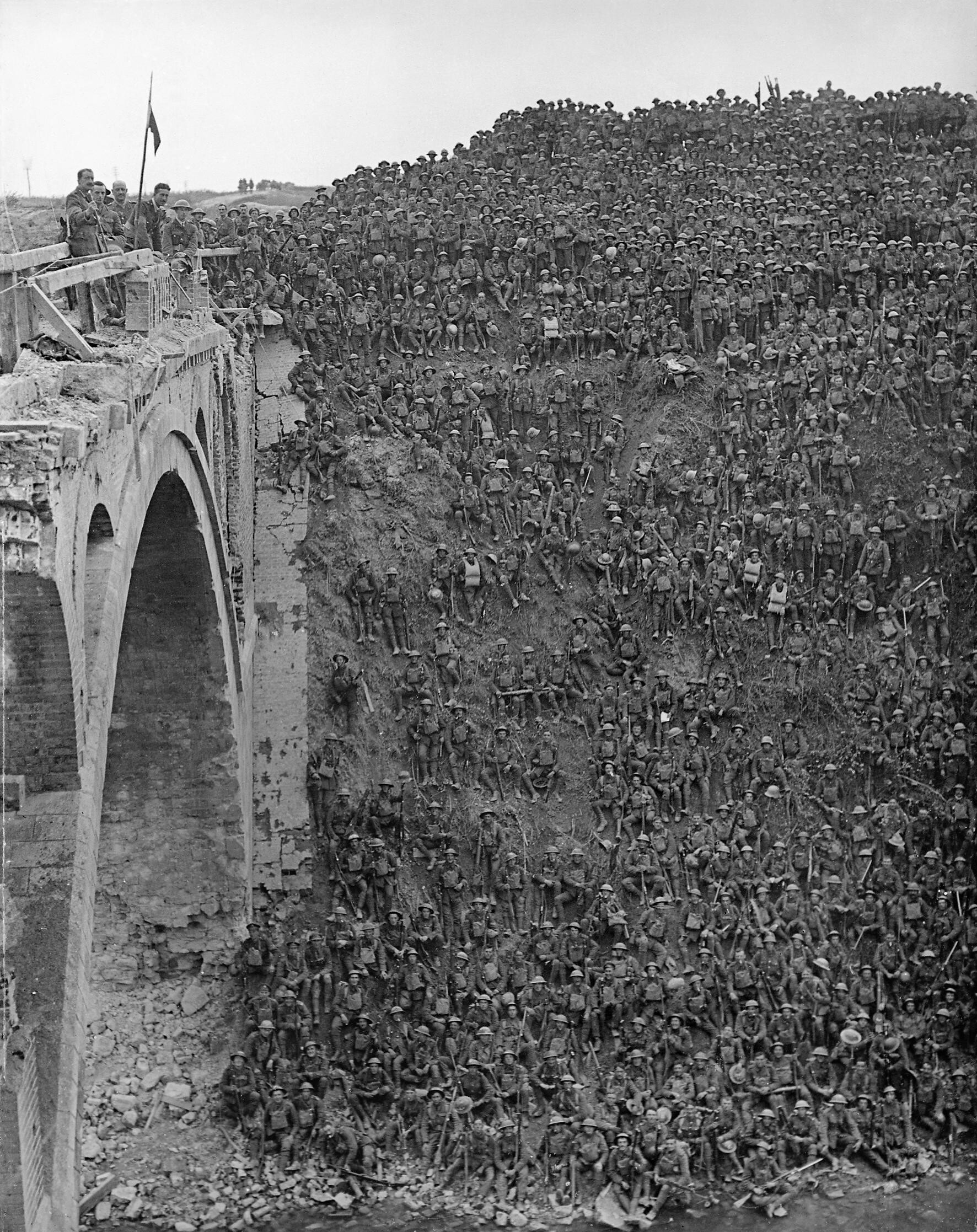
Brigadegeneraal J.V. Campbell spreekt zijn troepen toe vanop de Riquevalbrug

Na een reeks aanvallen op de voorste loopgraven van de Hindenburglinie, die uitmondden in de Slag bij Épehy en de Slag bij Havrincourt, stonden de geallieerden aan het Kanaal van Saint-Quentin.
Op 29 september 1918 startte het Britse Vierde Leger een offensief om dit kanaal over te steken. Door de modderige, hoge, steile oevers, afgezet met prikkeldraad en gedekt door machinegeweervuur, leek het onbegonnen werk.
Er was echter een alternatief: het kanaal was over een lengte van vijf kilometer ondertunneld (de Tunnel van Riqueval). Net als de geallieerden merkten ook de Duitsers deze zwakke plek op en stuurden er meer troepen heen.
Onder leiding van de Australische generaal John Monash vielen Australische troepen en twee Amerikaanse regimenten hier aan. Het werd een mislukking.
De eer werd echter gered door de Britse North Midlanddivisie. Zij moesten oorspronkelijk een afleidingsmanoeuvre uitvoeren richting het zuiden. Hier moest het kanaal wél overgestoken worden, maar vele soldaten konden niet zwemmen. De bevelhebber vond een simpele oplossing: hij rustte zijn mannen uit met reddingsvesten. Verrassend genoeg werkte het plan. De Duitse stellingen werden vernietigd door het afgestemde artillerievuur en ingenomen door de infanterie.
Met behulp van de enige intacte brug over dit deel van het kanaal - de Riquevalbrug, die wel door de genie van springladingen voorzien was, maar door de aanwezigheid van Duitse troepen aan de westoever enkele dagen ervoor nog niet opgeblazen was. Hier werd een bruggenhoofd gevestigd en de Britten namen 4.000 man gevangen. Duitse troepen die de tunnel van Riqueval bezetten, werden hierdoor bijna omsingeld en moesten zich hierdoor terugtrekken.
Het kanaal was ingenomen, de Siegfriedstellung doorbroken.
Later braken Brits-Belgische leger door in Vlaanderen, uit de Ieperboog. Het Duitse moreel bereikte een dieptepunt en aan het thuisfront werd het onrustig. Eind september drong de Oberste Heeresleitung, het Duitse opperbevel, bij de regering aan op een einde van de oorlog. In oktober leefde de vechtlust van de Duitsers weer op, mede door de problemen met de geallieerde aanvoerlijnen.
Een wapenstilstand was echter onvermijdelijk, deze werd op 11 november 1918 op 11:00 uur gesloten. De oorlog was voorbij.
Luik · Halen · Grenzen · 1ste Marne · Antwerpen · Race naar de Zee · 1ste Ieper · Neuve-Chapelle · 2de Ieper · 2de Artesië · Heuvel 62 · 3de Artesië · Loos · Verdun · Hulluch · Mount Sorrel (Zillebeke) · Somme · Arras · Vimy · 2de Aisne (Nivelle-Offensief) · Mesen · 3de Ieper (Passendale) · Cambrai · Lenteoffensief (Michael · Blücher-Yorck · Gneisenau · Georgette — 4de Ieper · 2de Marne — Rheims-Marneschutz) · Belleaubos · Château-Thierry · Hamel · Honderddagenoffensief